# Ante Krapić
Ante Krapić (Zara, 19 dicembre 1985) è un cestista croato.
Alto 202 cm, gioca come ala grande.

## Palmarès
- Campionato rumeno: 1

Asesoft Ploiesti: 2013-14